# 电子散射
电子散射是由于物质内部的静电力相互作用引起，或在外部磁场的影响下，电子被洛伦兹力偏转，所发生偏离其原有轨迹时的散射现象。这种散射通常发生在金属、半导体和绝缘体等固体中；是集成电路和晶体管性能的限制因素之一。
电子散射在许多领域有广泛应用，从用于电子显微镜的快电子，到用于强子系统的超高能电子，使得能够测量核子电荷分布和核结构。电子散射帮助我们了解了原子结构的诸多细节，从原子排列到質子和中子是由更小的基本粒子——夸克组成的。
电子在固体中可能以多种方式散射：
- 不散射：电子束完全不发生散射，直接通过。
- 单次散射：电子仅散射一次。
- 少次散射：电子散射数次。
- 多次散射：电子多次散射。

电子散射的概率及其散射程度取决于样品的厚度和电子的平均自由程。

## 历史
电子的概念最早由自然哲学家理查德·拉明在1838-1851年间提出，他猜测存在带单位电荷的亚原子粒子，并将原子描述为由同心电荷粒子壳层组成的“电壳”。
一般认为J·J·湯姆森于1897年首次发现了电子，尽管在带电粒子理论发展的历程中，其他重要人物包括乔治·约翰斯通·斯托尼（提出“electron”一词）、埃米尔·约翰·维舍特（最先独立发表电子发现）、沃尔特·考夫曼、彼得·塞曼和亨德里克·洛伦兹。
康普顿散射最早由阿瑟·康普顿于1923年在圣路易斯华盛顿大学观察到，他因此获得1927年诺贝尔物理学奖；他的研究生吴有训进一步验证了这一结果。康普顿散射通常指原子电子的相互作用，但也存在核康普顿散射。
1927年，克林顿·戴维孙和雷斯特·革末进行了首个电子衍射实验，使用了后来成为现代低能电子衍射（LEED）系统的原型。该实验演示了电子的波动性，证实了德布罗意假说。但此后人们对LEED的兴趣转向了高能电子衍射，直到20世纪60年代初，LEED研究才再次兴起。
高能电子-电子束碰撞的研究始于1956年，当时傑瑞德·K·歐尼爾提出将加速器注入存储环以实现高能碰撞。虽然束流碰撞的想法可追溯到1920年代，但直到1953年，罗尔夫·维德罗才获得了相关装置的德国专利。

## 现象
电子可通过静电库仑力与其他带电粒子发生散射。此外，如果存在磁场，运动中的电子会被洛伦兹力偏转。量子电动力学理论对所有电子散射（包括量子和相对论效应）提供了极为精确的描述。

### 洛伦兹力

速率为v的电子在磁场B中运动路径。点圆表示磁场指向纸面外，十字圈表示磁场指向纸面内。

以荷电粒子{\displaystyle q}为例，洛伦兹力——其名取自荷兰物理学家亨德里克·洛伦兹——在国际单位制中的表达式为：
{\displaystyle {\boldsymbol {F}}=q{\boldsymbol {E}}+q{\boldsymbol {v}}\times {\boldsymbol {B}}}
其中{\displaystyle q{\boldsymbol {E}}}描述电场{\displaystyle {\boldsymbol {E}}}对{\displaystyle q}产生的电场力。{\displaystyle q{\boldsymbol {v}}\times {\boldsymbol {B}}}则描述当粒子以速度{\displaystyle {\boldsymbol {v}}}运动时，磁场{\displaystyle {\boldsymbol {B}}}对{\displaystyle q}作用的磁力。
该式也可写为：
{\displaystyle {\boldsymbol {F}}=q[-\nabla \phi -{\frac {d{\boldsymbol {A}}}{dt}}+\nabla ({\boldsymbol {A}}\cdot {\boldsymbol {v}})]}
其中{\displaystyle \phi }为电势，{\displaystyle {\boldsymbol {A}}}为磁矢势。
一般认为，奧利弗·黑維塞最早于1885年和1889年推导出{\displaystyle q{\boldsymbol {v}}\times {\boldsymbol {B}}}的正确表达式。亨德里克·洛伦兹于1892年对该概念进行了推导和完善，并以其名字命名，融合了电场产生的力。重写为电荷{\displaystyle q}、质量{\displaystyle m}自由粒子的运动方程，则为：
{\displaystyle m{\frac {d{\boldsymbol {v}}}{dt}}=q{\boldsymbol {E}}+q{\boldsymbol {v}}\times {\boldsymbol {B}}}
或
{\displaystyle m{\frac {d\gamma {\boldsymbol {v}}}{dt}}=q{\boldsymbol {E}}+q{\boldsymbol {v}}\times {\boldsymbol {B}}}
或在包含洛伦兹收缩的相对论情形下：
{\displaystyle \gamma (v)\equiv {\frac {1}{\sqrt {1-v^{2}/c^{2}}}}}
此运动方程首次于1897年在J·J·湯姆森的阴极射线实验中得到验证，实验通过磁场偏转射线，确认这些射线是一束被称为电子的带电粒子流。
该基本公式的变形可描述通电导线上的磁力（有时称为拉普拉斯力）、导线环在磁场中运动时产生的电动势（法拉第电磁感应定律的一种表现），以及接近光速运动粒子的力（洛伦兹力的相对论形式）。

### 静电库仑力

两个点电荷q和Q之间的力F的大小与它们之间距离r的平方成反比，并与电荷量的乘积成正比。图示同性电荷相斥，异性电荷相吸。

图中向量F_{1}表示q_{1}受到的力，向量F_{2}表示q_{2}受到的力。当q_{1}q_{2} > 0时，力为斥力（如图所示）；当q_{1}q_{2} < 0时，力为引力（方向与图相反）。两力大小相等。此时：， 其中向量表示两电荷之间的矢量位移， 为从q_{2}指向q_{1}的单位向量。上述矢量形式计算q_{2}对q_{1}施加的力F_{1}；若改用r_{21}，则可得_{q}_{2}受到的作用力，或根据牛顿第三定律F_{2} = −F_{1}。

静电库仑力，又称库仑相互作用或静电力，以1785年发表该结果的夏尔·库仑命名，描述带电粒子间因电荷产生的吸引或排斥作用。
库仑定律指出：
两点電荷之间的电力大小与电荷量乘积成正比，与它们之间距离的平方成反比。
静电力的大小可表示为平方反比定律：
{\displaystyle F={\frac {|q_{1}q_{2}|}{4\pi \epsilon _{0}r^{2}}}}
或矢量形式：
{\displaystyle {\boldsymbol {F}}={\frac {q_{1}q_{2}}{4\pi \epsilon _{0}|{\boldsymbol {r}}|^{2}}}{\boldsymbol {\hat {r}}}}
其中{\displaystyle q_{1}}、{\displaystyle q_{2}}为两点电荷；{\displaystyle {\boldsymbol {r}}}为二者间距离，{\displaystyle {\boldsymbol {\hat {r}}}}为沿此距离方向的单位向量；{\displaystyle \epsilon _{0}}为真空介电常数，其SI值约为：
{\displaystyle \epsilon _{0}\approx \mathrm {8.854\times 10^{-12}~C^{2}{\cdot }N^{-1}{\cdot }m^{-2}} }
两个电荷相互施加的力的方向始终沿着连接它们之间的直线（最短距离），并且是无穷大范围的矢量力，它们遵循牛顿第三运动定律，大小相等，方向相反。当电荷q 1和q 2具有相同的符号（同为正数或同为负数）时，它们之间的力是排斥的，如果它们的符号相反，则力是吸引的。  这些力遵循一个重要的性质，称为力的叠加原理，该原理指出，如果引入第三个电荷，那么作用于该电荷的总力是其他电荷各自施加的力的矢量和；这适用于任意数量的电荷。 库仑定律适用于真空中的电荷，如果点电荷之间的空间包含物质，则电荷之间物质的介电常数必须按下式计算：
两电荷间作用力方向始终沿连线方向，作用范围无限，且遵循牛顿第三定律，大小相等、方向相反。当 {\displaystyle q_{1}}与{\displaystyle q_{2}}同号时力为斥力，异号时为引力。这些力满足力的叠加原理：若引入第三个电荷，则其所受合力为其他电荷单独作用力的矢量和。若两电荷间空间含有介质，则需将介电常数修正为：
{\displaystyle F={\frac {|q_{1}q_{2}|}{4\pi \varepsilon _{0}\varepsilon _{\text{r}}r^{2}}}}
其中{\displaystyle \varepsilon _{\text{r}}}为空间介质的相对介电常数。

### 碰撞
若两个粒子在散射过程中相互作用，交互后可能出现以下两种结果：

#### 弹性
弹性散射指靶粒子与入射粒子碰撞后总动能守恒的过程。这意味着粒子不会分裂，也不会损失能量，即各粒子的内部状态保持不变。由于不存在分裂，弹性碰撞在第一近似下可视为点状粒子间的相互作用，这一原则对电子等基本粒子特别适用。

#### 非弹性
非弹性散射指碰撞过程中动能不守恒的情况，因此一个或两个粒子的内部状态发生了变化。这是因为部分能量转化为热、声波或粒子内部振动，或其他激发形式（如光）。粒子也可能发生分裂，能量还能用于断裂化学键。
动量在弹性和非弹性散射中均守恒。除了散射，还有反应过程，其中粒子结构发生改变，产生两个或更多通常更复杂的粒子，或创造出原始粒子不含的新粒子。

## 其他类型的散射

### 电子分子散射
孤立原子和分子的电子散射发生在气相中，对等离子体物理和化学具有关键作用，也与半导体物理等应用密切相关。电子–分子/原子散射通常采用量子力学方法处理。计算截面的主要方法是使用R-矩阵方法。

### 康普顿散射

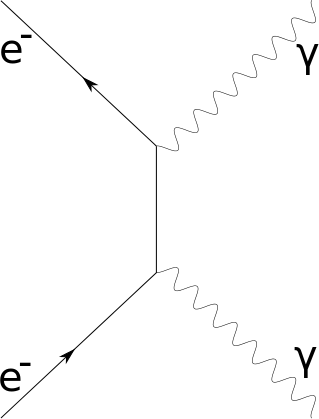
康普顿散射的费曼图

康普顿散射以1922年首次观测到该效应的阿瑟·康普顿命名，他因此获得1927年诺贝尔物理学奖。
1923年，他用已知波长的辐射（此处为X射线）照射碳箔，散射结果与经典理论不符。他在《物理评论》（Physical Review）发表了论文《轻元素X射线散射的量子理论》（A quantum theory of the scattering of X-rays by light elements）。康普顿效应可视为高能光子与单个电子的非弹性散射：入射光子向电子转移部分能量，散射光子因而降频、波长变长。根据普朗克-愛因斯坦關係式：
{\displaystyle E=h\nu =hf}
此处{\displaystyle E}为光子能量，{\displaystyle f}（或{\displaystyle \nu }）为频率，{\displaystyle h}为普朗克常数（6.626×10−34 J⋅s = 4.136×10−15 eV⋅s）。对于给定目标粒子，散射波长的变化仅取决于散射角。
这一发现对20世纪2年代仍在争论光的粒子性（由光电效应揭示）提供了独立而有力的证据。
描述散射引起的波长康普顿位移的公式为：
{\displaystyle \lambda _{\text{f}}-\lambda _{\text{i}}={\frac {h}{m_{\text{e}}c}}(1-\cos \theta )}
其中{\displaystyle \lambda _{\text{i}}}、{\displaystyle \lambda _{\text{f}}}分别为散射前后光子的波长，{\displaystyle h}为普朗克常数，{\displaystyle m_{\text{e}}}为电子静质量，{\displaystyle c}为光速，{\displaystyle \theta }为光子散射角。
{\displaystyle (1-\cos \theta )}称为“康普顿波长”，实际上是波长位移的比例常数。碰撞使光子波长在0（θ=0°）到两倍康普顿波长（θ=180°）之间变化。
汤姆孙散射是经典的弹性散射定量描述，适用于低至中等能量光子的散射；经典电磁波被带电粒子散射的理论无法解释微小的波长偏移。
反康普顿散射发生在电子具有比光子更高动能时，可能将电子的能量传递给光子。在天体物理中，当宇宙微波背景等低能光子与超高能（相对论）电子碰撞时即可观测到反康普顿效应，这些电子多产生于超新星或活跃星系核。

### 穆勒散射

穆勒散射费曼图

### 同步辐射
若带电粒子（如电子）被加速——无论是在直线路径上加速，还是作曲线运动——都会发射电磁辐射。在电子存储环和称为同步加速器的环形加速器中，电子沿圆周运动并通常发射X射线。当带电粒子加速时，这种沿半径方向发出的（{\displaystyle {\boldsymbol {a}}\perp {\boldsymbol {v}}}）電磁輻射称为同步辐射。它可通过同步加速器中的弯曲磁铁、聚頻磁鐵或增頻磁鐵产生。
1947年4月24日，通用电气位于纽约斯克内克塔迪的研究实验室首次观测到这一现象，由赫伯·波拉克领导的团队在测试射频加速器相位稳定性原理的同步加速器中完成。 当技术人员用大镜子检查管内是否有火花时，他发现电子束发出一条明亮的弧光。罗伯特·朗缪尔认出这是同步辐射，或如他所称的“施温格辐射”，以纪念朱利安·施温格。
经典情况下，加速电子的辐射功率为：
{\displaystyle P={\frac {2}{3}}{\frac {e^{2}}{4\pi \varepsilon _{0}c^{2}}}a^{2}}
这源自拉莫尔公式；其中ε 0是真空介电常数， e是基本电荷， c是光速， a是加速度。在诸如储存环之类的圆形轨道内，非相对论情况仅仅是向心加速度。然而，在储存环内，加速度具有高度相对论性，可以通过以下方式获得：
该公式来源于拉莫爾方程式；其中{\displaystyle \epsilon _{0}}为真空电容率，{\displaystyle e}基本电荷，{\displaystyle c}为光速，{\displaystyle a}为加速度。在类似存储环的圆周轨道中，非相对论情形下的加速度即为向心加速度；但实际中电子高度相对论化，其加速度可写为：
{\displaystyle a_{\text{non-relativistic}}={\frac {v^{2}}{r}}\rightarrow a_{\text{relativistic}}={\frac {1}{m}}{\frac {dp}{d\tau }}={\frac {1}{m}}\gamma {\frac {d(\gamma mv)}{dt}}=\gamma ^{2}{\frac {dv}{dt}}=\gamma ^{2}{\frac {v^{2}}{r}}},
其中{\displaystyle v}为圆周速度，{\displaystyle r}为环形加速器半径，{\displaystyle m}为带电粒子的静质量，{\displaystyle p}为动量，{\displaystyle \tau }为原時（t/γ），{\displaystyle \gamma }为勞侖茲因子。辐射功率随之变为：
{\displaystyle P={\frac {2}{3}}{\frac {e^{2}}{4\pi \varepsilon _{0}c^{2}}}\left({\frac {\gamma ^{2}v^{2}}{r}}\right)^{2}={\frac {2}{3}}{\frac {e^{2}}{4\pi \varepsilon _{0}c^{2}}}{\frac {\gamma ^{4}v^{4}}{r^{2}}}}
对于高度相对论化的粒子，速度近似恒定，{\displaystyle \gamma ^{4}}项主导能量损失率，因此损耗与粒子能量（{\displaystyle \gamma mc^{2}}）的四次方成正比；同步辐射损失与加速器半径成反比，因此应尽可能增大加速器尺寸。

## 设施

### 斯坦福直线加速器中心

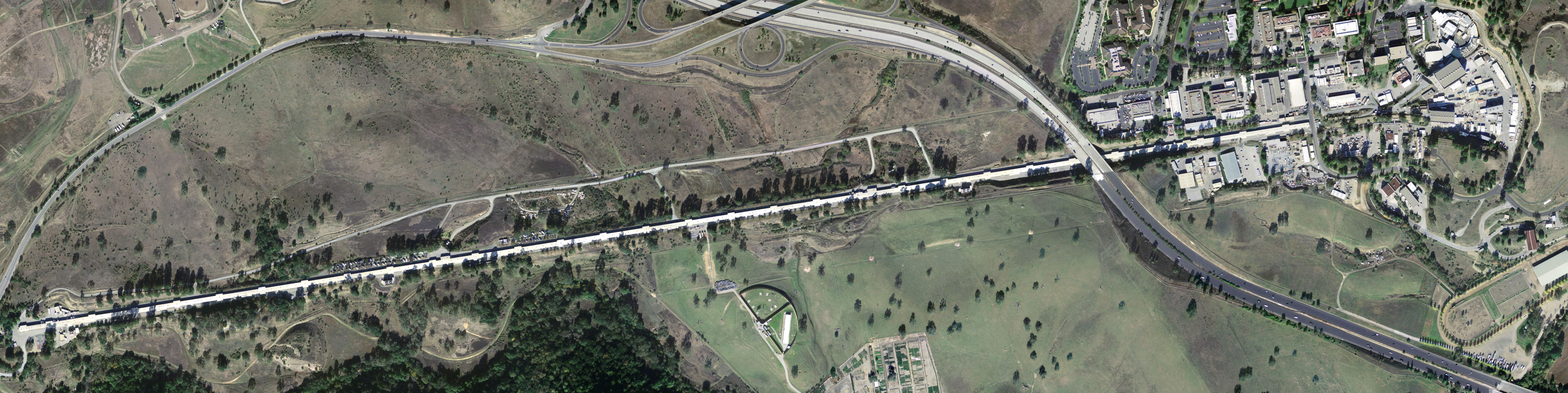
斯坦福直线加速器中心鸟瞰图，探测器群位于右侧（东侧）

斯坦福线性加速器中心（Stanford Linear Accelerator Center，SLAC）位于加利福尼亚州史丹佛大學附近。1962年动工兴建这条长3公里的直线加速器，1967年完工；1968年首次在此获得夸克的实验证据，并因此在1990年获得诺贝尔物理学奖，该奖由SLAC的理查德·泰勒、杰罗姆·弗里德曼与麻省理工学院的亨利·肯德尔共享。该加速器可将电子加速至20 GeV，而卢瑟福散射实验仅使用7 MeV的α粒子。在SLAC实验中，入射粒子为电子，靶粒子为质子，由于电子波长极短（能量和动量很高），得以探测质子内部结构。斯坦福正负电子不对称环（SPEAR）是对SLAC的增设，使得1974年发现J/ψ粒子成为可能，该粒子由一对魅夸克及反魅夸克组成，并因此获得1976年诺贝尔物理学奖。随后，马丁·珀尔宣布发现τ轻子，并因此于1995年分享诺贝尔物理学奖。
SLAC的愿景是成为世界领先的加速器实验室，致力于粒子物理、粒子天体物理与宇宙学等战略项目，以及新药物发现、新型电子材料开发、清洁能源产出与环境修复等应用研究。截至2012年11月，第五任主任为著名X射线科学家高季昌，他于2010年加入SLAC，担任斯坦福同步辐射光源副实验室主任。

### 理研放射性同位素束工厂
理化学研究所成立于1917年，最初为东京的私人研究基金会，是日本最大的综合性研究机构。机构规模和研究领域迅速扩展，如今在众多科学学科领域享有盛誉，并在日本各地设有一流的研究中心和研究所网络。
理研放射性同位素束工厂，又称仁科加速器科学中心，以仁科芳雄的名字命名，是一座基于回旋加速器的研究设施，2007年开始运行；距离日本首座回旋加速器由仁科芳雄博士建成已有70年之久。
截至2006年，该设施拥有世界一流的重离子加速器综合体，包括一台K540 MeV回旋加速器（RRC）和两台不同的注入器：可变频重离子直线加速器（RILAC）和K70 MeV AVF回旋加速器（AVF）；以及一台碎片分离器（RIPS），可提供质量数小于60 amu的放射性同位素束，是世界上强度最大的轻原子质量放射性同位素束。
在仁科中心的监督下，放射性同位素束工厂向全球用户开放，促进核物理、粒子物理和强子物理等领域的研究。这一加速器应用研究推广是仁科中心的重要使命，并整合国内外加速器设施的使用。

#### SCRIT
SCRIT（自约束放射性同位素离子靶，Self‐Confining Radioactive isotope Ion Target）设施目前正在日本的理研放射性同位素束工厂建设中。该项目旨在通过弹性电子散射研究短寿命核的电荷密度分布，初期测试以稳定核进行。首批针对不稳定锡同位素的电子散射实验定于2014年进行。
前由于无法将短寿命核制备为靶材，电子散射研究无法开展。如今，利用电子存储环中观测到的离子俘获现象 （该现象本为负担）SCRIT 项目将其反向利用，使短寿命放射性同位素作为俘获于电子束的靶离子进行散射实验。这一思路已在京都大学电子存储环（KSR）中进行了原理验证实验，使用稳定的133Cs核作为靶核，在120 MeV电子束、75 mA储束电流和约100 s束流寿命条件下，清晰观测到了来自俘获Cs核的弹性散射电子。

## 相关
- 塞曼效应
- 粒子物理学
- 低能电子衍射
- 量子电动力学